# OC Oerlikon

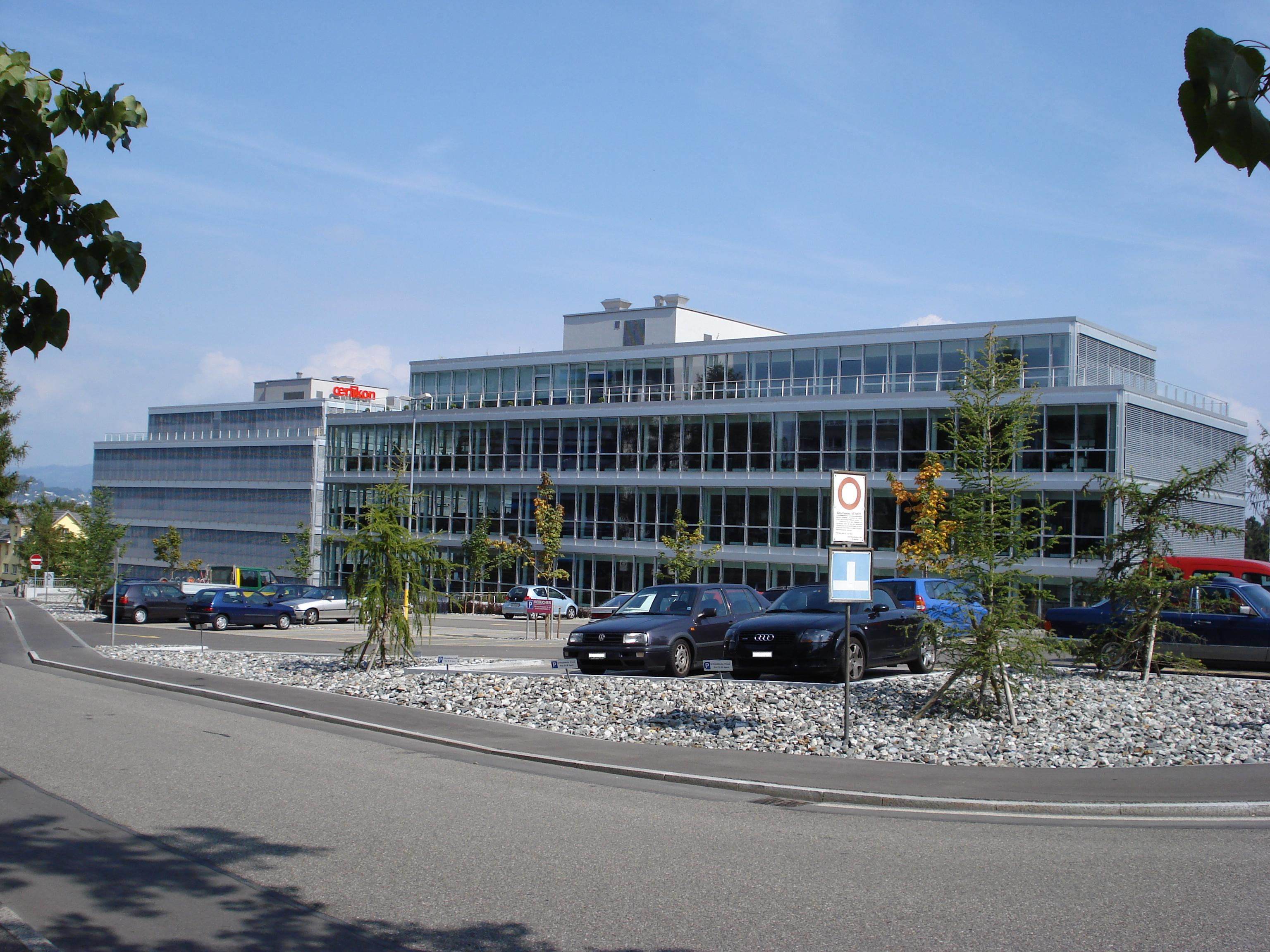
Sitz in Pfäffikon

OC Oerlikon (Corporate-Identity-konform œrlikon, benannt nach dem Ursprungsort Oerlikon) ist ein börsennotierter Industriekonzern mit Sitz in Freienbach, im Ortsteil Pfäffikon SZ in der Schweiz.
Das Unternehmen geht auf die 1906 gegründete Werkzeugmaschinenfabrik Oerlikon zurück, aus der 1973 die Oerlikon-Bührle Holding entstand, welche nach einer tiefgreifenden Umstrukturierung per Anfang 2000 in Unaxis umfirmiert wurde. 2005 erwarb die österreichische Victory Industriebeteiligung die Aktienmehrheit an Unaxis und leitete einen weiteren Unternehmensumbau ein, der nach aussen durch die Namensänderung in OC Oerlikon per Anfang September 2006 zur Geltung gebracht wurde. Ende 2006 wurde die Saurer-Gruppe übernommen und in den Konzern integriert; ab 2006 baute der russische Investor und Oligarch Victor Vekselberg schrittweise eine Beteiligung auf heute gut 41 % des Kapitals auf. Heute wird die Position von der Liwet Holding AG gehalten.

## Unternehmen

### Struktur
OC Oerlikon umfasst momentan zwei Divisionen:
- Surface Solutions Division (Oerlikon Balzers / Oerlikon Metco / Oerlikon AM)
- Polymer Processing Division (Oerlikon Barmag / Oerlikon Neumag / Oerlikon Nonwoven)

Die Unterbereiche des Geschäftsbereichs Oerlikon Components, die als nicht zum Kerngeschäft gehörend festgelegt wurden, wurden im Laufe des Jahres 2009 veräussert: Oerlikon Esec (Halbleitertechnologie) wurde im April 2009 an die niederländische BE Semiconductor Industries (Besi) verkauft. Im Juni 2009 wurde Oerlikon Space (Raumfahrttechnologie) an die RUAG Holding verkauft. Als letztes Unternehmen des Unterbereichs Oerlikon Optics (Optik) wurde Mitte August 2009 Oerlikon Optics Shanghai an die britische EIS Optics verkauft, eine Neugründung der beiden Londoner Private-Equity-Unternehmen Nova Capital Management Limited und FF&P Private Equity Limited. Der Geschäftsbereich Oerlikon Components firmiert seither unter der Bezeichnung Oerlikon Advanced Technologies.
Am 2. März 2012 unterzeichnete Tokyo Electron einen Kaufvertrag für den Oerlikon-Geschäftsbereich Solar. Oerlikon Solar hat seinen Hauptsitz in Trübbach (Schweiz) und beschäftigt 675 Menschen an 8 Standorten weltweit. Tokyo Electron Limited zählt sich zu den weltweit führenden Anbietern von Anlagen für die Halbleiterproduktion und ist in der Entwicklung, Herstellung und dem Verkauf in vielfältigen Produktbereichen tätig. Der Verkauf des Segments Solar wurde am 27. November 2012 abgeschlossen.
Am 3. Dezember 2012 wurde bekannt, dass Oerlikon die Business Units Natural Fibers und Textile Components aus dem Segment Textile an die chinesische Jinsheng Gruppe verkauft. Damit konzentriert sich das Segment Textile künftig auf das Chemiefasergeschäft. Der Verkauf des Naturfasergeschäfts wurde am 4. Juli 2013 abgeschlossen.
Am 2. Juni 2014 hat Oerlikon Metco von der Sulzer AG übernommen. Metco wurde mit dem bisherigen Segment Coating zusammengeführt. Dadurch entstand ein weltweit tätiger Anbieter von Oberflächenlösungen. Das neu Surface Solutions genannte Segment ist derzeit das grösste Segment des Konzerns.
Am 23. Dezember 2014 informierte Oerlikon über die Vereinbarung zum Verkauf des Segments Advanced Technologies an das Schweizer Unternehmen Evatec AG. Der Verkauf konnte früher als geplant abgeschlossen werden und die 200 Beschäftigten und alle Aktiven des Segments wurden am 3. Februar 2015 erfolgreich an Evatec übertragen.
Im Juli 2016 informiert Oerlikon, dass sämtliche Genehmigungen zu einem strategischen Verkauf des Vacuum-Geschäfts an das Unternehmen Atlas Copco eingeholt wurden. Die Transaktion wurde am 31. August 2016 abgeschlossen.
Oerlikon gab im Juli 2018 bekannt, eine definitive Vereinbarung zur Veräusserung des Segments Drive Systems an Dana Inc. unterzeichnet zu haben. Die Transaktion wurde am 28. Februar 2019 abgeschlossen.

### Besitzverhältnisse
Die Besitzverhältnisse an OC Oerlikon sind, unter anderem wegen grosser Options-Transaktionen, immer wieder starken Änderungen unterworfen. Mit der Rekapitalisierung hat sich die Aktionärsstruktur erneut verändert. Nach den Angaben im Geschäftsbericht 2021 präsentiert sie sich wie folgt:
| Aktien-Anteil | Besitzer         | Anmerkung |
| ------------- | ---------------- | --------- |
| 41,3 %        | Liwet Holding AG |           |
| 3,9 %         | OC Oerlikon      |           |
| 54,8 %        | Streubesitz      |           |

### Verwaltungsrat
Die Aufsicht und strategische Leitung des Unternehmens nimmt der Verwaltungsrat wahr. Anlässlich der 42. Generalversammlung der Oerlikon wurde Michael Süß zum Präsidenten des Verwaltungsrats gewählt.
Der Verwaltungsrat der OC Oerlikon setzt sich wie folgt zusammen:
- Michael Süß, Präsident des Verwaltungsrats
- Gerhard Pegam, Vizepräsident des Verwaltungsrats
- Irina Matveeva,[13] Mitglied des Verwaltungsrats
- Alexey Moskov, Mitglied des Verwaltungsrats
- Geoffery Merszei, Mitglied des Verwaltungsrats
- Zhenguo Yao, Mitglied des Verwaltungsrats
- Paul Adams, Mitglied des Verwaltungsrats

Obwohl Michael Süss, Alexey Moskov und Irina Matveeva die Interessen der Liwet AG vertreten, sind alle sieben Mitglieder des Verwaltungsrates im Sinne des Swiss Code of Best Practice for Corporate Governance unabhängig.

### Konzernleitung
Im Mai 2004 wurde Thomas Limberger in den Verwaltungsrat gewählt und im Juni 2005 – auf Wunsch der Victory Industriebeteiligung, als Mehrheitsaktionär – zum CEO der damaligen Unaxis gewählt. Unter Limberger wurde im Februar 2007 die Konzernleitung vergrössert, um die Funktionen «General Counsel», besetzt durch Bjoern Bajan, und COO, besetzt durch Uwe Krüger. Im Unternehmen verblieb Limberger bis Mai 2007, als er als CEO und Verwaltungsrat zurücktrat und daraufhin zur Von Roll Holding wechselte.
Mit Limbergers Rücktritt wurde Uwe Krüger an die Stelle als CEO gewählt, dessen bisherige Funktion als COO erst im September 2008 von Thomas Babacan wieder besetzt wurde. Im Rahmen der Präsentation der Halbjahres-Ergebnisse am 25. August 2009 wurde bekanntgegeben, dass Uwe Krüger das Unternehmen per sofort verlässt. Die Stelle als CEO wurde vorübergehend durch Hans Ziegler besetzt, der seit Mai 2008 Mitglied des Verwaltungsrats war.
Im Mai 2010 nahm Michael Buscher seine Tätigkeit als CEO des Unternehmens auf und löste Hans Ziegler als Interim-Konzernchef ab.
Im März 2013 verliess Konzernchef Michael Buscher das Unternehmen. CFO Jürg Fedier übernahm daraufhin interimistisch den Posten des CEOs. Er war zu diesem Zeitpunkt das einzige Mitglied der Konzernleitung. Die Aufgabe als CEO übergab er im Januar 2014 an Brice Koch und nahm selbst seine Position als CFO wieder auf. Am 1. März 2016 gab die Konzernleitung in einer Pressemitteilung bekannt, dass ab sofort Roland Fischer zum Chief Executive Officer (CEO) ernannt wurde und dankte dem scheidenden Brice Koch für dessen Dienste als CEO.
Mit der Veröffentlichung des Jahresergebnis 2021 am 1. März 2022 gab OC Oerlikon bekannt, dass Roland Fischer aus privaten Gründen aus dem Unternehmen ausscheidet. Am 1. Juli 2022 übernahm Michael Süß die Position als Executive Chairman und somit die Verantwortung für sämtliche Themen der Unternehmensführung auf Konzernebene, zusätzlich zu seiner Rolle als Verwaltungsratspräsident.
Die Konzernleitung von OC Oerlikon setzt sich wie folgt zusammenː
- Michael Süß, Geschäftsführer Konzernstufe
- Philipp Müller, Leiter Finanzen
- Anna Ryzhova, Leiterin Personalverwaltung
- Markus Tacke, Geschäftsführer Division Surface Solutions Division
- Georg Stausberg, Geschäftsführer Division Polymer Processing Division

## Geschichte

### Oerlikon-Bührle
Hauptartikel: Geschichte der Werkzeugmaschinenfabrik Oerlikon und der Oerlikon-Bührle (1906–1999)
Grundlage der OC Oerlikon bildete 1973 die Schaffung der Oerlikon-Bührle Holding AG, die 1980 mit 37'000 Mitarbeitern ihren Zenit erreichte. Anfang der 1980er gehörten zum Konzern bereits die Raumfahrtsparte (seit 1964, innerhalb der Contraves AG gegründet) und die Dünnschicht-/Vakuumtechnologiesparte (seit 1976, durch Übernahme der Balzers AG). Misserfolge zwangen den Konzern 1991 sich auf einzelne Sparten zu konzentrieren, wobei der Entschluss zugunsten des Umbaus in einen Technologiekonzern fiel. Die Konzentration wurde durch die Übernahme der in der Vakuumtechnik tätigen Leybold-Gruppe 1994 vorangetrieben, die mit Balzers zu Balzers & Leybold zusammengeschlossen wurde, dem führenden Unternehmen für Dünnschichttechnologie, dem zukünftigen Kerngeschäft von Oerlikon-Bührle.
Der grösste Einschnitt folgte 1999 mit dem Verkauf diverser Kerngeschäfte und praktisch sämtlicher Beteiligungen an anderen Unternehmen, die nicht mehr zum neuen Geschäftskonzept passten. Der Rüstungsbereich Oerlikon Contraves Defence wurde an die deutsche Rheinmetall DeTec verkauft und firmiert heute als Rheinmetall Air Defence AG. Die Oerlikon-Bührle Immobilien AG wurde an die Allreal Holding verkauft und firmiert seither als Allreal Generalunternehmung AG. Der Schuh- und Accessoirehersteller Bally wurde an die US-amerikanische Texas Pacific Group verkauft. Im Januar 2000 erfolgte schliesslich die Umbenennung von Oerlikon-Bührle in Unaxis.

### Unaxis
Mitte 2000 erwarb Unaxis die Aktienmehrheit an der Halbleiterherstellerin Esec AG. Gegen Ende des Jahres folgte der Verkauf oder die Verselbständigung der Pilatus Flugzeugwerke AG, als letztes Unternehmen, das nicht zum Technologie-Portfolio von Unaxis passte. Im Dezember 2001 trennte sich Unaxis wieder von Leybold Optics, allerdings unter Beibehaltung der Vakuumtechniksparte.
Anfang 2004 wurde innerhalb der Unaxis umstrukturiert und der Konzern in die fünf Geschäftsbereiche Semiconductor Equipment (Halbleiterausrüstungen), Data Storage Solutions (Datenspeicher-Lösungen), Coating Services (Beschichtungstechnologie), Vacuum Solutions (Vakuumlösungen) und Components and Special Systems (Komponenten und Spezialsysteme) gegliedert. Im März 2004 folgte die Komplettübernahme von Esec durch Fusion mit Unaxis. Aufgrund der schlechten Entwicklung der Halbleitersparte der ehemaligen Esec resultierte im Geschäftsjahr 2004 ein Verlust von 372 Million Franken und ein Sturz des Aktienkurses. Der Geschäftsbereich Esec wurde schliesslich im April 2009 wieder verkauft.
Im Juni 2005 wurde vom neuen Unaxis-Mehrheitsaktionär, der österreichischen Victory Industriebeteiligung AG, eine ausserordentliche Generalversammlung einberufen, an welcher praktisch die komplette Unternehmensführung ausgetauscht wurde. Thomas Limberger wurde dabei neuer CEO von Unaxis. Unter der neuen Unternehmensführung konnte der Verlust im Geschäftsjahr 2005 massiv gesenkt werden, zudem beabsichtigte man vom abstrakten Unternehmensnamen Unaxis wieder fortzukommen und einen der ursprünglich stark etablierten Unternehmensnamen wiederzubeleben.
2006 erwarb der russische Oligarch Viktor Vekselberg eine namhafte Beteiligung am Unternehmen. Im Mai 2006 genehmigte die Generalversammlung den Vorschlag den einstigen Ursprungsort der WO – Oerlikon – wieder zu einem Namensbestandteil zu machen. Die vielfache Interpretierbarkeit des Kürzels OC rief sogleich auch die Rheinmetall auf den Plan, deren Tochter Oerlikon Contraves dasselbe Kürzel hat. Die Umbenennung von Unaxis in Oerlikon – formal OC Oerlikon Corporation AG – erfolgte per Anfang September 2006.

### Namensstreitigkeiten
Aufgrund diverser Einsprachen seitens von Rheinmetall und deren Tochterfirmen verzögerte sich die Umbenennung von Unaxis. Bei Verkauf der Oerlikon Contraves im Jahr 1999 hat sich die damalige Oerlikon-Bührle das Recht gesichert, den geschützten Namen Contraves (beispielsweise in Contraves Space) weiterverwenden zu dürfen. Über den Begriff Oerlikon wurden hingegen keine Absprachen getroffen, da es sich um den Namen einer ehemaligen Gemeinde und seit 1934 eines Stadtteils von Zürich handelt. Entsprechend wird der Name mehrere Dutzend Mal von diversen Betrieben verwendet. Aufgrund dieser Ausgangslage nennt sich das Unternehmen «Oerlikon» formaljuristisch OC Oerlikon Corporation und hat nur das neue Oerlikon-Logo als Wortbildmarke schützen lassen. In den Medien kursiert seit Anfang September vor allem die Bezeichnung Unaxis-Oerlikon; erfolgreich im Handelsregister eingetragen wurde die noch nicht operative OC Oerlikon Corporation AG (März 2006) und die Umbenennung der Unaxis Management AG in OC Oerlikon Management AG (Mai 2006).
Im 3. Quartal 2006 wurden alle noch anhängigen Fragen zum Namen beigelegt und im September 2006 erfolgte die amtliche Umbenennung der Unaxis Holding AG durch Namenstausch mit der OC Oerlikon Corporation AG. Im Dezember folgte schliesslich die Umbenennung der Unaxis Schweiz AG (ehemals Esec SA) in Oerlikon Assembly Equipment AG.

### Saurer-Übernahme
Der Versuch der Investmentgesellschaft Laxey die Unternehmensführung des Textilmaschinenherstellers Saurer AG an einer ausserordentlichen Generalversammlung auszuwechseln, scheiterte im Vorfeld durch die einerseits negative Medienberichterstattung und schliesslich überraschend durch die Einmischung von Victory sowie der wenige Tage alten OC Oerlikon. Oerlikon übernimmt das komplette Aktienpaket von Laxey, aufgrund der Aktienmehrheit läuft zudem das obligatorische Übernahmeangebot an die übrigen Saurer-Aktionäre.

### Restrukturierung und Rekapitalisierung
In den Jahren 2008 und 2009 wurde der Konzern in aller Härte von der Rezession im Nachgang zur Weltfinanzkrise getroffen. Vor allem im Segment Textil, aber auch in den anderen Segmenten war der Nachfrage- und Umsatzrückgang beträchtlich. Um eine umfassende Restrukturierung durchzuführen, wurde Hans Ziegler als CEO ad interim an die Konzernspitze berufen. 2009 wurden gemäß dem Geschäftsbericht 2009 über 2500 Mitarbeitende entlassen und weitere 1100 haben den Konzern durch Unternehmensverkäufe verlassen. Zudem wurde eine umfassende Restrukturierung der Konzernfinanzen nötig. Nach langen Verhandlungen konnte mit der Hauptaktionärin Renova und mit den kreditgebenden Banken eine Einigung erzielt werden, die von den Aktionären an der Generalversammlung vom 18. Mai 2010 genehmigt wurde.
Die Eckpunkte der Rekapitalisierung waren eine Herabsetzung des Aktienkapitals durch eine Nennwertreduktion von 20 CHF auf 1 CHF und eine anschliessende Kapitalerhöhung mit Bezugsrechtsangebot sowie die Herausgabe von Optionen für die Aktionäre. Dem Konzern wurden auch Schulden in der Höhe von 125 Mio. CHF erlassen. Eine alte Kreditfazilität wurde durch einen neuen Vertrag bestehend aus drei Tranchen in der Höhe von insgesamt 1,48 Mia. CHF abgelöst. Durch die Rekapitalisierung konnten die Schulden um 998 Mio. CHF verringert werden und es flossen dem Konzern 276 Mio. CHF liquide Mittel zu.

### Unternehmenstransformation durch Zukäufe und Verkäufe
Am 22. November 2011 hat der Konzern seinen grössten und wichtigsten Geschäftsbereich Oerlikon Textile neu organisiert. Die bisherigen fünf Geschäftseinheiten werden in den drei Business Units Manmade Fibers (vormals Oerlikon Barmag und Oerlikon Neumag), Natural Fibers (vormals Oerlikon Schlafhorst und Oerlikon Saurer) sowie Textile Components (vormals Oerlikon Textile Components) zusammengefasst.
Im Zuge dieser Neuorganisation wird auch das Top-Management des Geschäftsbereichs sukzessive nach Shanghai und damit in den wichtigsten Textilmarkt der Welt verlegt werden. Als CEO des Bereichs amtet neu der Singapurer Clement Woon.
Am 3. Dezember 2012 wurde bekannt, dass Oerlikon die Business Units Natural Fibers und Textile Components aus dem Segment Textile an die chinesische Jinsheng Gruppe verkauft. Der Verkauf des Naturfasergeschäfts wurde am 4. Juli 2013 abgeschlossen. Der Konzern will sich im Bereich des Textilmaschinenbaus künftig auf Produktionsanlagen für Chemiefasern konzentrieren.
Anfang 2014 entschied OC Oerlikon, Sulzer Metco von der Sulzer AG zu übernehmen.
Am 20. November 2015 gab OC Oerlikon den beabsichtigten Verkauf der Sparte Oerlikon Leybold Vacuum an Atlas Copco bekannt. Die Transaktion wurde am 31. August 2016 abgeschlossen.
Im Februar 2017 gab Oerlikon die Investition in ein Kompetenz- und Fertigungszentrum für additive Fertigung in der Region Charlotte bekannt. Zwei Monate davor war das in diesem Bereich tätige deutsche Unternehmen Citim übernommen.
Oerlikon gab im Juli 2018 bekannt, eine definitive Vereinbarung zur Veräusserung des Segments Drive Systems an Dana Inc. unterzeichnet zu haben. Die Transaktion wurde am 28. Februar 2019 abgeschlossen.
2022 wurde bekannt, dass Oerlikon den Reissverschlussproduzenten Riri übernimmt.